# Gelāhak
Gelāhak (persiska: گل آهک, Gel Āhak, گلاهک) är en ort i Iran.   Den ligger i provinsen Teheran, i den centrala delen av landet, 50 km öster om huvudstaden Teheran. Gelāhak ligger 1 918 meter över havet och antalet invånare är 253.
Terrängen runt Gelāhak är huvudsakligen kuperad, men norrut är den bergig. Runt Gelāhak är det ganska glesbefolkat, med 23 invånare per kvadratkilometer. Närmaste större samhälle är Rūdehen, 3,9 km väster om Gelāhak. Trakten runt Gelāhak består i huvudsak av gräsmarker.